# Umkosi Wezintaba
Umkhosi Wezintaba ('El Regimiento de los Cerros'), 'Umkosi nosotros Seneneem' ('El Regimiento de Gaolbirds'), 'Abas'etsheni' ('Las Personas del Stone'), el 'Nongoloza' y el 'Ninevites' fue un movimiento de resistencia por parte de pandillas criminales los formado por hombres negros en KwaZulu Natal, Sudáfrica entre 1890 y 1920.

## Umkosi Wezintaba (El Regimiento de los Cerros), 1812–1899
Nongoloza (Nacidocomo Mzuzephi Mathebula) conocido como Jan Nota, un africano Zulú nacido en Provincia de KwaZulu-Natal, trabajo para dos delincuentes deWitwatersrand, Tyson y McDonald, ayudandolos a atracar pasajero o las carretas que llevan los sueldos de los mineros.  Al dejar a sus empleadores, Note buscó a ladrones y criminales de habla zulú de la zona y finalmente se convirtió en su líder.   El historiador Charles van Onselen señala que aunque Umkosi Wezintaba cometió principalmente delitos antisociales, la organización también trabajó para vengar la injusticia percibida contra sus miembros.

## Los Ninevitas, 1906–1920
Los Ninevites fueron formados por Mzuzephi 'Nongoloza' Mathebula. Nongoloza era el alias adoptado por el joven, que era un nómada Zulú, quién había padecido injusticia de su pasado y luchaba para "establecer una nueva era". La pandilla de los Ninevitas, eran una pandilla que constaba jóvenes sudafricanos dedicados a actividades criminales en Johannesburgo. El grupo de bandidos creció a través de Sudáfrica, y para casi dos décadas la pandilla dominaba la ciudad. En 1920 los Ninevitas fueron aplastados (Nongoloza estuvo sentenciado a prisión por intentos de  asesinato en 1900).

## Sexualidad
Nongoloza ordenó a sus tropas que se abstuvieran del contacto físico con las mujeres y, en cambio, ordenó a los hombres mayores emparejarse con los hombres más jóvenes dentro del regimiento, teniéndolos como esposas. Nongoloza mencionó que en 1912 que esta práctica llamada hlabonga "siempre existió". Incluso cuándo éramos libres en los cerros al sur de Johannesburgo algunos de nosotros tuvieron mujeres y otros tuvieron hombres jóvenes para propósitos sexuales." Según Zackie Achmat, Nongoloza no justificaba la existencia de tomar esposas jóvenes en base a enfermedades venéreas o tradición, sino en términos de deseo sexual.